# 丸山美由貴
丸山 美由貴（まるやま みゆき、1975年4月14日 - ）は、神奈川県茅ヶ崎市出身の女性レーシングライダーである。
1999年のエリア選手権GP125でデビュー、その年チャンピオンとなる。2001年には全日本選手権GP125に参戦（2006年も参戦）、2002年から全日本選手権ST600に参戦（2004年まで）、2009年には全日本選手権GP-MONOに参戦した（参戦ランキング8位）。2010年に惜しくも全日本を離れた後、ホワイトデーの3月14日にレーシングライダー中木亮輔と入籍した。